# Comuna Susk, Kiverți
Susk (în ucraineană Суськ) este o comună în raionul Kiverți, regiunea Volînia, Ucraina, formată din satele Slavne, Slovatîci, Susk (reședința) și Zvozî.

## Demografie
Componența lingvistică a satului Susk
     Ucraineană (99,43%)
     Alte limbi (0,57%)
Conform recensământului din 2001, majoritatea populației satului Susk era vorbitoare de ucraineană (99,43%), existând în minoritate și vorbitori de alte limbi.